# The Village
A Vila (The Village) é um filme norte-americano de suspense de 2004, escrito e dirigido por M. Night Shyamalan. Estrelado por Bryce Dallas Howard, Joaquin Phoenix, Adrien Brody, William Hurt e Sigourney Weaver. O filme é sobre uma aldeia cujos habitantes vivem com medo de criaturas que habitam o bosque além dela. Como outros filmes escritos e dirigidos por Shyamalan do mesmo período de tempo, The Village tem um final twist.
O filme recebeu críticas mistas, com críticos especialmente divididos sobre a plausibilidade e recompensa do final. O filme deu ao compositor James Newton Howard sua quarta indicação ao Oscar de melhor trilha sonora.

## Enredo
Em busca de uma vida melhor, um grupo de pessoas funda uma pequena vila em um local remoto da Pensilvania, onde esperam manter seus filhos longe da violência existente nas cidades grandes. Contudo, o lugar é cercado por uma floresta habitada por criaturas misteriosas, sobre as quais os poucos fatos conhecidos são compartilhados apenas entre os  conselheiros Edward Walker (William Hurt) e Alice Hunt (Sigourney Weaver), que administram a comunidade, mantendo a todos isolados de qualquer atrativo da civilização moderna. Toda essa tranquilidade ameaça vir abaixo quando o jovem Lucius Hunt (Joaquin Phoenix) necessita de cuidados médicos após se ferir em um acidente provocado por Noah Percy (Adrien Brody), um colega desequilibrado mentalmente e que nutre uma atração por Ivy Walker (Bryce Dallas Howard), a paixão de Lucius. Cega e completamente indefesa, Ivy atravessa a floresta em busca de medicamentos. Essa perigosa jornada faz chegar ao fim o antigo pacto com as estranhas criaturas, bem como a vida pacata e segura dos habitantes, fazendo com que verdades sejam reveladas e a vila possa continuar sob uma nova perspectiva.

## Elenco
| Ator                   | Personagem       |
| ---------------------- | ---------------- |
| Bryce Dallas Howard    | Ivy Walker       |
| Joaquin Phoenix        | Lucius Hunt      |
| Adrien Brody           | Noah Percy       |
| William Hurt           | Edward Walker    |
| Sigourney Weaver       | Alice Hunt       |
| Brendan Gleeson        | August Nicholson |
| Cherry Jones           | Sra. Clack       |
| Celia Weston           | Vivian Percy     |
| John Christopher Jones | Robert Percy     |
| Frank Collision        | Victor           |
| Jayne Atkinson         | Tabitha Walker   |
| Judy Greer             | Kitty Walker     |
| Fran Kranz             | Christop Crane   |
| Michael Pitt           | Finton Coin      |
| Jesse Eisenberg        | Jamison          |

## Crítica
The Village tem recepção média ou mista por parte da crítica profissional. Com a pontuação de 43% em base de 206 avaliações, o Rotten Tomatoes chegou ao consenso: "The Village é apropriadamente assustador, mas a assinatura torcida de Shyamalan, termina decepcionando o final".